# Барон Хайвс
Барон Хайвс из Даффилда в графстве Дербишир — наследственный титул в системе Пэрства Соединённого королевства. Он был создан 7 июля 1950 года для Эрнеста Хайвса (1886—1965), председателя британской автомобильной компании Rolls-Royce Limited. 
По состоянию на 2024 год носителем титула являлся его внук, 3-й барон Хайвс (род. 1971), который сменил своего дядю в 1997 году.

## Бароны Хайвс (1950)
- 1950—1965: Эрнест Уолтер Хайвс, 1-й барон Хайвс (21 апреля 1886 — 24 апреля 1965), сын Джона Уильяма Хайвса[1]
- 1965—1997: Джон Уорик Хайвс, 2-й барон Хайвс (26 октября 1913 — 8 ноября 1997), старший сын предыдущего[2]
- 1997 — настоящее время: Мэтью Питер Хайвс, 3-й барон Хайвс (род. 25 мая 1971), единственный сын достопочтенного Питера Энтони Хайвса (1921—1974), племянник предыдущего[3].